# إسماعيل كوحا
إسماعيل كوحا  (12 أبريل 1983 المغرب) هو لاعب كرة قدم مغربي.

## روابط خارجية
- إسماعيل كوحا على موقع قاعدة بيانات كرة القدم.إي يو (الإنجليزية)